# Palacio Episcopal de Solsona

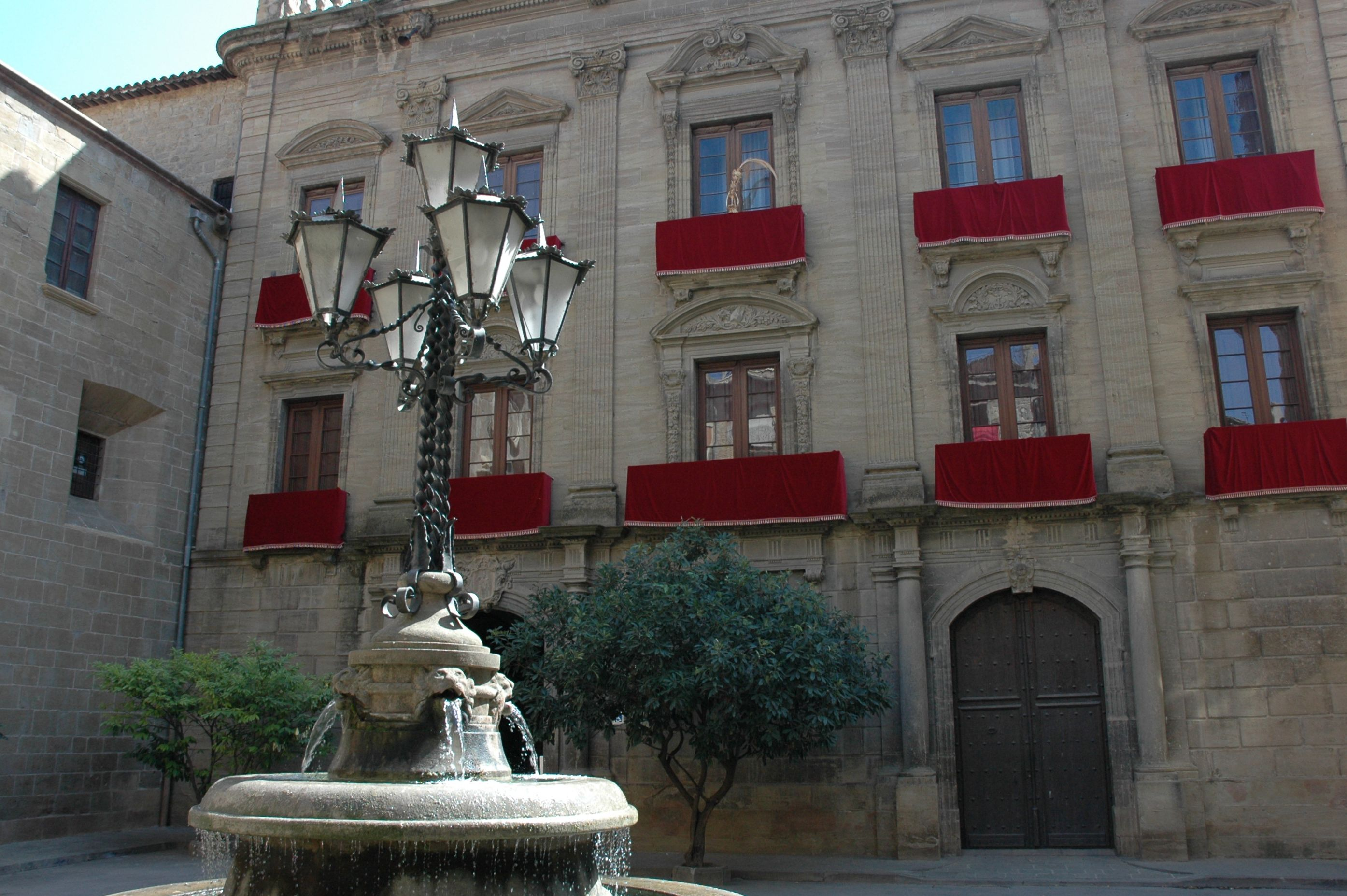
El palacio Episcopal.

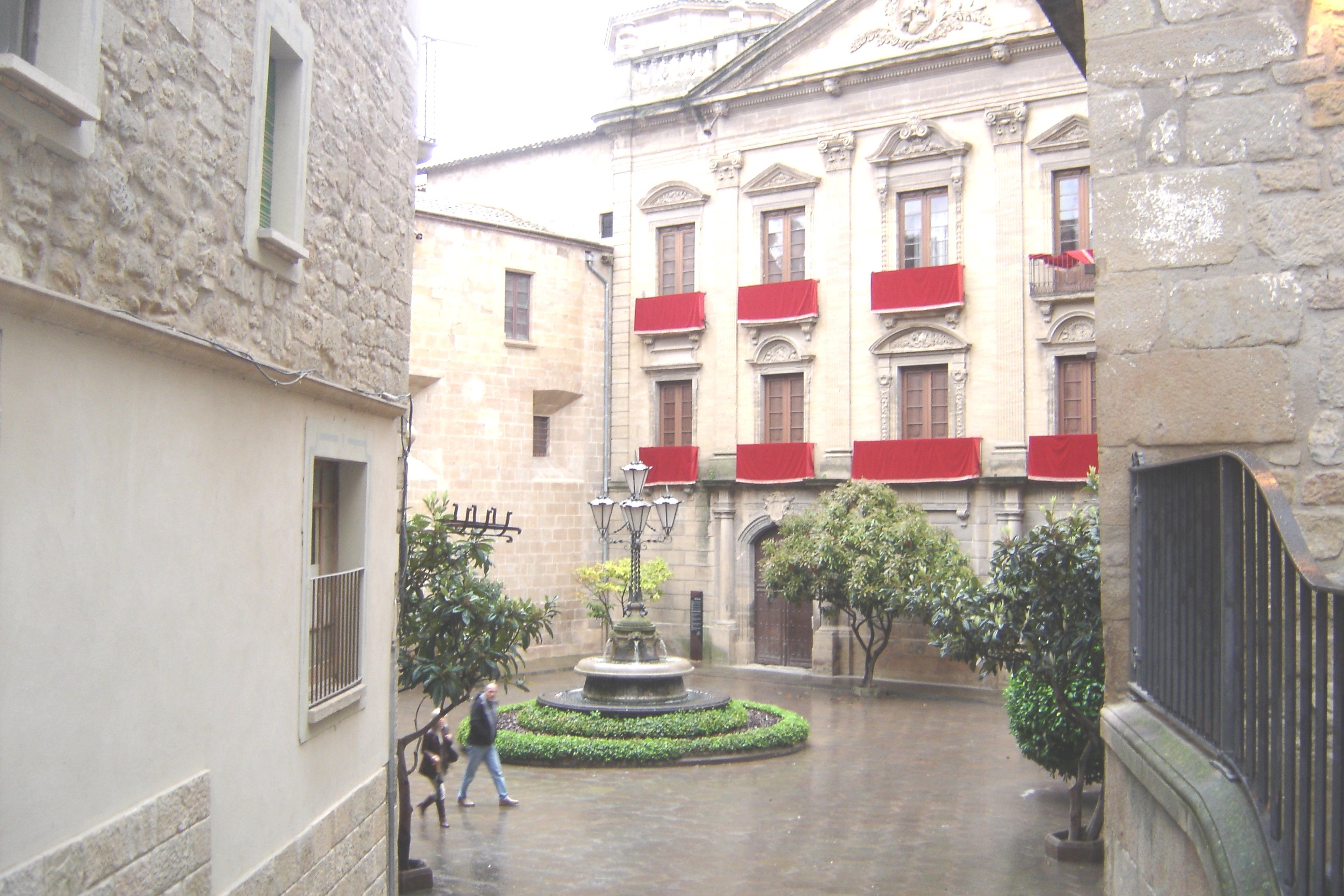
Al fondo, el palacio Episcopal.

El palacio Episcopal de Solsona, adosado a la catedral, es un edificio de finales del siglo XVIII, de estilo neoclásico en Solsona, España. Es la sede del obispado de Solsona.
Atendiendo las deficiencias que presentaba la sede epíscopal, el obispo Rafael Lasala encomendó la construcción de un palacio, entre los años 1776-1779, al maestro de obras Francesc Pons. La fachada principal del palacio es considerada una representación típica del neoclásico catalán. Se encuentra edificado sobre un antiguo monasterio.
Dentro del palacio también se encuentran el Archivo Diocesano y el museo Diocesano y Comarcal de Solsona, que guarda restos de los períodos que van desde el neolítico hasta el barroco. Cuenta con importante piezas del románico, como las pinturas de la iglesia de San Quirico de Pedret, el retablo del monasterio de Sant Jaume de Frontanyà, una columna con figuras adosadas, procedentes del claustro románico de la catedral de Solsona, los laterales del altar de Sagás, así como importantes muestras del gótico y del renacimiento, y una sala dedicada a las esculturas de sal.